# Jean-François Coulon
Pour les articles homonymes, voir Coulon.
Jean-François Coulon est un danseur et pédagogue français né à Cassel (Hesse) en 1764 et mort à Paris le 22 mai 1836.

## Biographie
Après une carrière à l'Opéra de Paris, il fonde son école au début du XIXe siècle et devient l'un des professeurs les plus renommés d'Europe. Nommé professeur de la classe de perfectionnement de l'Opéra en 1807, il aura comme élèves Geneviève Gosselin, Louis Henry, Marie Quériau, Pauline Duvernay, Albert, Julia de Varennes, Filippo Taglioni, et surtout la fille de ce dernier, Marie.
Dès 1810, il a certainement contribué au développement de la technique des pointes.
Son fils Antoine Coulon (1796-1849) fera carrière à l'Opéra de Paris mais aussi au Her Majesty's Theatre de Londres, où il sera régisseur du ballet de 1844 à sa mort. Il est le père officiel de Georges Coulon.